# Václav Kotva
Václav Kotva (20. ledna 1921 Radnice – 2. listopadu 2004 Praha) byl český herec, jeden ze zakládajících členů Činoherního klubu, ve kterém působil až do svého odchodu do důchodu. Hostoval také v činohře Národního divadla.

## Život
Svou profesní kariéru zahájil jako učitel na západočeských školách a na gymnáziu v Praze ve Vysočanech, po absolutoriu režie na pražské DAMU v roce 1959 působil jako herec šest let v ostravském Divadle Petra Bezruče. V roce 1965 se stal členem nově vzniklého pražského Činoherního klubu, kde kromě hraní pracoval také jako divadelní kronikář.
Ve filmu i v televizi šlo o typického herce malých a vedlejších rolí, kterých, s výjimkou jediného snímku Svatej z Krejcárku z roku 1969, vytvořil téměř tři sta. Kromě televize také poměrně často vystupoval v Československém rozhlase, byl též činný v dabingu.
Na konci roku 1969 se oženil s Jarmilou Stehlíkovou, která zpívala ve sboru Cantores Pragenses. Narodil se jim syn Petr (* 1970) a dcera Markéta, provdaná Maxera (* 1972), která vystudovala herectví na DAMU a dnes žije v Rakousku. Krátce po narození dcery se ale manželství rozpadlo. 
Je pochován v rodných Radnicích.

## Filmy a seriály, výběr
- Ostře sledované vlaky (1966)
- Svatej z Krejcárku (1969) – v tomto filmu ztvárnil svoji jedinou hlavní roli
- Šest  medvědů s Cibulkou (1972)
- Dny zrady (1973)
- Pan Tau (1975)
- Tajemství hradu v Karpatech (1981)

## Knihy
- Základní dechová a hlasová cvičení (Praha 1974, 1977)
- Sto čtyřicet let divadla v Radnicích (Radnice 1990)
- Veršem a prózou: Dětské veršovánky a vzpomínky Václava Kotvy (Rokycany 2003)
- Vyznání : básnická sbírka (Rokycany 2003)